# Luis Daell
Luis Ávila Vega (Heredia, Costa Rica, 16 de marzo de 1927—1998), llamado por su pseudónimo, Luis Daell, fue un pintor costarricense, conocido principalmente por sus obras de arte en acuarela. Es uno de los introductores del arte abstracto en Costa Rica durante la década de 1960, como parte del denominado Grupo Ocho.

## Biografía
Estudió en la Academia de Bellas Artes de Costa Rica, siendo discípulo de los connotados artistas Margarita Bertheau, Fausto Pacheco y Teodorico Quirós. Allí, recibió un premio de pintura mural y otro de óleo.
Posteriormente, en la década de 1940, pasó a la Akron Art Institute de Cleveland, Estados Unidos, así como en el John Heagen College de Los Ángeles y en la Universidad de Cornell, lugares donde su pintura evolucionará a otras dimensiones. Fue miembro fundador del Grupo de los Ocho, grupo de artistas que introdujeron el arte abstracto y el arte moderno en Costa Rica a partir de 1961. Junto con Rafael Ángel García, fue uno de los fundadores de la institución que luego sería el Ministerio de Cultura y Juventud de Costa Rica.
Fue profesor del Departamento de Artes Plásticas de la Facultad de Bellas Artes de la Universidad de Costa Rica. En 1970, siendo director César Valverde Vega, fundó en dicha facultad la carrera de Artes Gráficas. Ese año, su obra Madonna ganó el primer premio en el Concurso de la Estampilla del Ministerio de Cultura. También incursionó en el arte muralista. En el Akron Art Institute, fue profesor de pintura mural. Uno de sus frescos, llamado El mercado, se encontraba en una pared del antiguo edificio de la Facultad de Bellas Artes. Dicha obra de arte fue destruida con la demolición del edificio. En Costa Rica también pinto el mural La piedad, con temática de la Guerra Civil de Costa Rica (1948).
Falleció en 1998.

## Obra
La acuarela hay que lograrla de una sola pincelada.
Luis Daell

Su técnica preferida fue la acuarela, en la cual destacó su trazo firme y hace gala de un gran dominio y experimentación técnica. Utiliza atrevidamente el color, donde diluye el pigmento en zonas, lo que produce la impresión de aguadas o texturas variadas. Entre sus numerosos temas, destaca la representación de zona atlántica de Costa Rica, donde recoge el sabor caribeño de la provincia de Limón. También realizó cuadros en óleo y acrílico.